# David Clennon
David Clennon est un acteur américain né le 10 mai 1943 à Waukegan dans l'Illinois.

## Filmographie
- 1973 : La Chasse aux diplômes
- 1978 : QHS (On the Yard)
- 1979 : Bienvenue, mister Chance
- 1982 : The Thing : Palmer
- 1982 : The Escape Artist
- 1982 : Missing
- 1983 : L'Étoffe des héros
- 1983 : Hanna K. de Costa-Gavras : Amnon
- 1984 : Falling in Love d'Ulu Grosbard
- 1985 : Sweet Dreams
- 1986 : L'Affaire Chelsea Deardon
- 1987-1991 : Génération Pub (série télévisée)
- 1992 : Light Sleeper
- 1993 : Les Soldats de l'espérance (téléfilm) : Mr. Johnstone
- 1998 : De la Terre à la Lune (série télévisée)
- 1999-2002 : Deuxième Chance (série télévisée)
- 2001 : Espions d'État (série télévisée) : Joshua Nankin
- 2004 : Silver City
- 2005 : Syriana
- 2006 : Saved (série télévisée) : Dr Leon Cole
- 2006 : Scrubs (série télévisée) : Mon café  (saison 6 épisode 3)  : Dr Turner
- 2007 : Un monde à part (Saving Sarah Cain) (téléfilm) : sans-abri
- 2007 : Grey's Anatomy (série télévisée) : À jamais réunis  (saison 4 épisode 5)  : Jack Shandley
- 2007 : Urgences (série télévisée) : Guerre et conséquences  (saison 14 épisode 1)  : Jared Morgan
- 2007 : Numbers (série télévisée) : Le Chercheur de trésor  (saison 3 épisode 13)  : Mel Oliver
- 2008 : Ghost Whisperer (série télévisée) : Carl Sessick
- 2008 : Prison Break (série télévisée) : Le mieux est de fuir...  (saison 4 épisode 13)  : Sénateur Conrad Dallow
- 2010 : Mesures exceptionnelles de Thomas Vaughn
- 2011 : NCIS : Enquêtes spéciales (série télévisée) : Le Programme Anax  (saison 9 épisode 3)  : Max Ellswood
- 2011 : The Good Doctor de Lance Daly : Dr Harbison
- 2011 : J. Edgar de Clint Eastwood : Senator Friendly
- 2012 : Mentalist (série télévisée) : Un saut dans le passé  (saison 5 épisode 5)  : le juge Dellinger
- 2014 : Gone Girl de David Fincher : Rand Elliott
- 2014 : Esprits criminels  (série télévisée) : Les Dessous de Las Vegas  (saison 9 épisode 17)  : Marvin Caul
- 2015 : Vive les vacances de John Francis Daley et Jonathan Goldstein : Harry, le copilote
- 2018 : Code Black  (série télévisée) : Colonel Martin Willis :
  - À feu et à sang  (saison 3 épisode 6) 
  - Il n'est jamais trop tard  (saison 3 épisode 7) 
  - Humain, trop humain  (saison 3 épisode 9) 
  - Le cœur a ses raisons  (saison 3 épisode 13)
- 2020 : The 11th Green de Christopher Munch : Peaches